# Freddie Hubalde
Alfredo "Freddie" Hubalde (Manilla, 30 september 1953) is een voormalig Filipijns basketbalspeler. De bebaarde Hubalde staat bekend als een van de meest fantasievolle aanvallers uit de beginjaren van de Filipijnse professionele basketbalcompetitie, de PBA. 

## Carrière
Hubalde speelde collegebasketbal voor Mapúa Institute of Technology en was een van de weinige spelers die als middelbarescholier al voor het eerste team van Mapúa uitkwam. In 1975 werd Hubalde prof toen hij in het eerste jaar na de oprichting van de PBA ging spelen bij de Crispa Redmanizers. Hij speelde als small-forward en deed dat weinig opvallend, maar zeer betrouwbaar in de schaduw van de grote sterren van de Crispa's uit die tijd, zoals Bogs Adornado en Atoy Co. Zijn grote doorbraak kwam in 1977, toen Adornado aan zijn knie geblesseerd raakte. De combinatie Co en Hubalde pakte goed uit. Co werd dat jaar topscorer van de PBA en Hubalde werd uitgeroepen tot Most Valuable Player (MVP) van de PBA. 
Toen de Crispa's na het seizoen 1984 werden opgeheven verkaste hij samen met teamgenoot Abet Guidaben naar de Tanduay Rhum Makers. Het seizoen daarop werd Guidaben kort voor de Third Conference geruild voor Ramon Fernandez van Manila Beer Brewmasters. Met Fernandez en Hubalde wonnen de Rhum Masters in 1986 de eerste en tweede conference van dat seizoen. Een Grand Slam werd het echter niet, doordat de derde conference vrij makkelijk werd gewonnen door de Barangay Ginebra Kings. Na zijn periode bij de Rhum Makers speelde Hubalde bij Purefoods, Formula Shell en sloot hij zijn carrière in het seizoen 1990 af bij de Barangay Ginebra Kings. In 16 seizoenen PBA maakte hij 9.927 punten en hij staat daarmee 15e op lijst van PBA-spelers met meeste punten aller tijden. Hij bereikte 26 keer de finale van een PBA-kampioenschap, waaronder twee keer met Purefoods en een keer met de Gins. Hij won 16 kampioenschappen, waarvan 13 met Crispa en hij is daarmee, na Ramon Fernandez die er 19 won, de speler met de meeste kampioenschappen uit de geschiedenis van de PBA. Hubalde werd drie keer gekozen in het Mythical Team van de PBA. De laatste keer in 1986. In 2000 werd Hubalde onderscheiden de PBA 25 Greatest Players Award.

## Bron
- (en)  Christian Bocobo en Beth Celis, Legends and Heroes of Philippine Basketball, The House Printers, Manilla (2004)